# Педроче
Педроче (ісп. Pedroche) — муніципалітет в Іспанії, у складі автономної спільноти Андалусія, у провінції Кордова. Населення — 1660 осіб (2010).
Муніципалітет розташований на відстані близько 240 км на південь від Мадрида, 60 км на північ від Кордови.

## Демографія
Динаміка населення (INE ):

## Відомі люди
Народились
- Абу Ісхак аль-Бітруджі — арабський астроном

## Галерея зображень

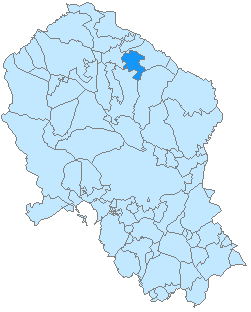
Розташування муніципалітету у провінції Кордова